# Mansega
La mansega o mansega vera, també coneguda com a segamà o sisca (Cladium mariscus) és una planta graminoide de la família de les ciperàcies.
La seva distribució original inclou els cinc continents, si bé és absent al nord d'Amèrica del Nord i al nord d'Àsia. Ha sigut introduïda a la majoria de països de la part sud de l'Àfrica i a diverses illes com les Canàries, Cap Verd, Cook, Hawaii o Nova Guinea, entre d'altres. Als Països Catalans, és present a totes les seves províncies a excepció d'Alacant.
Aquesta planta viu a les albuferes, estanys, herbassars humits i marjals. Pot arribar a ocupar grans extensions, formant comunitats mono-específiques. És una herba alta, que amida entre 1 i 2,5 metres d'alçada. Les fulles, que es troben per tota la tija, són linears, de 1,5 metres de llargada i entre 1 i 1,5 centímetres d'amplada, planes, rígides i dentades. Les tiges són de secció triangular i en la seva part apical hi tenen les inflorescències, poc vistoses, formades per multitud d'espigues petites, ovalades i pedunculars de color verd quan son immadures i marrons quan han madurat (entre maig i agost). La planta manté el rizoma al sediment i les fulles i tiges fora de l'aigua.
Aquesta planta s'ha utilitzat tradicionalment per a l'alimentació del bestiar, com a combustible per als forns de calç i com a bioindicadora de la presència de cranc de riu autòcton.